# Moffans-et-Vacheresse
Moffans-et-Vacheresse ist eine Gemeinde im französischen Département Haute-Saône in der Region Bourgogne-Franche-Comté.

## Geographie
Moffans-et-Vacheresse liegt auf einer Höhe von 296 m über dem Meeresspiegel, sieben Kilometer südöstlich von Lure und etwa 30 Kilometer östlich der Stadt Vesoul (Luftlinie). Das Dorf erstreckt sich im östlichen Teil des Departements, leicht erhöht westlich der Niederung des Rognon, am Nordwestrand der Höhen von Granges.
Die Fläche des 14,09 km² großen Gemeindegebiets umfasst einen Abschnitt in der gewellten Landschaft südöstlich der Ebene von Lure. Von Nordosten nach Südwesten wird das Gebiet von der Talniederung des Rognon durchquert, der für die Entwässerung über den Scey zum Ognon sorgt. Die Alluvialniederung liegt durchschnittlich auf 290 m und weist eine Breite von rund 500 Metern auf. Auf dem Gemeindeboden erhält der Rognon Zufluss von mehreren Seitenbächen, darunter vom Ruisseau de Courmont. Die Wasserläufe werden an verschiedenen Orten zu Weihern (Fischzucht) aufgestaut. Der größte ist der Étang Neuf am Rand des Grand Bois.
Westlich des Rognon-Tals reicht das Areal auf ein Plateau, das aus Muschelkalk der mittleren Trias besteht. Es ist teils von Acker- und Wiesland, im westlichen Teil überwiegend von Wald (Grand Bois) bestanden und erreicht eine Höhe von 324 m. Östlich des Rognon steigt das Gelände rasch an zu den waldbedeckten Höhen von Granges. Hier befinden sich die Höhen von Derrière le Moulin (bis 362 m) und Bois de Saint-Georges, in dem mit 369 m die höchste Erhebung von Moffans-et-Vacheresse erreicht wird. Sie sind, zusammen mit der Hügelreihe von Mont Rebrassier (343 m), Les Fouillies (331 m) und Rougemont (352 m) westlich des Rognon, überwiegend aus Buntsandstein der unteren Trias aufgebaut.
Die Doppelgemeinde besteht aus dem Dorf Moffans (296 m) und dem Weiler Vacheresse (293 m) im Tal des Ruisseau de Courmont kurz vor dessen Mündung in den Rognon. Nachbargemeinden von Moffans-et-Vacheresse sind Frotey-lès-Lure und Lyoffans im Norden, Lomont im Osten, Granges-la-Ville und Athesans-Étroitefontaine im Süden sowie La Vergenne, Vouhenans und Lure im Westen.

## Geschichte
Überreste des römischen Verkehrsweges von Luxeuil nach Mandeure weisen auf eine frühe Begehung des Gebietes hin. Erstmals urkundlich erwähnt wird Moffans im Jahr 1175 unter dem Namen Mofens. Von 1344 ist die Schreibweise Mofans und von 1377 die heutige Bezeichnung überliefert. Im Mittelalter gehörte Moffans zur Freigrafschaft Burgund und darin zum Gebiet des Bailliage d’Amont. Das im 12. Jahrhundert urbar gemachte Gebiet gehörte zur Herrschaft Granges, deren Vasallen hier residierten. Zusammen mit der Franche-Comté gelangte der Ort mit dem Frieden von Nimwegen 1678 definitiv an Frankreich. 
Vacheresse bildete seit der Französischen Revolution eine eigenständige Gemeinde, bevor es 1808 nach Faymont eingemeindet wurde, mit dem es jedoch keine gemeinsame Grenze hatte. Die Exklave Vacheresse wurde 1923 von Faymont abgetrennt und mit Moffans zur Doppelgemeinde zusammengelegt. Heute ist Moffans-et-Vacheresse Mitglied des 22 Ortschaften umfassenden Gemeindeverbandes Pays de Lure.

## Sehenswürdigkeiten
Die Kirche Saint-Christophe wurde 1839 mit Buntsandstein als Bausubstanz neu erbaut, und der Glockenturm mit Pyramidendach 1862 hinzugefügt. Zur bemerkenswerten Ausstattung gehören das Mobiliar (18. Jahrhundert) aus der früheren Kirche, ein Flachrelief mit dem heiligen Christophorus, Täfelungen aus dem 19. Jahrhundert und mehrere Grabplatten. 
Aus dem 18. und 19. Jahrhundert stammen mehrere Häuser im Dorf, darunter die Mairie (Gemeindehaus) und das Pfarrhaus. Zu den weiteren Sehenswürdigkeiten zählen ein Brunnen mit Pavillon am Ortseingang und das überdachte Lavoir aus dem 19. Jahrhundert, das einst als Waschhaus und Viehtränke diente.

## Bevölkerung
| Jahr                       | 1962 | 1968 | 1975 | 1982 | 1990 | 1999 | 2006 | 2018 |
| Einwohner                  | 481  | 454  | 554  | 555  | 549  | 531  | 570  | 622  |
| Quellen: Cassini und INSEE |      |      |      |      |      |      |      |      |

Mit 613 Einwohnern (1. Januar 2022) gehört Moffans-et-Vacheresse zu den mittelgroßen Gemeinden des Départements Haute-Saône. Nachdem die Einwohnerzahl in der ersten Hälfte des 20. Jahrhunderts deutlich abgenommen hatte (1886 wurden noch 819 Personen gezählt), wurde zu Beginn der 1970er Jahre wieder ein Bevölkerungswachstum verzeichnet. Seither verblieb die Einwohnerzahl auf konstantem Niveau.

## Wirtschaft und Infrastruktur
Moffans-et-Vacheresse war bis weit ins 20. Jahrhundert hinein ein vorwiegend durch die Landwirtschaft (Ackerbau, Obstbau und Viehzucht) und die Forstwirtschaft geprägtes Dorf. Die Wasserkraft des Rognon wurde früher für den Betrieb von Mühlen genutzt. Heute gibt es verschiedene Betriebe des lokalen Kleingewerbes. In den letzten Jahrzehnten hat sich das Dorf zu einer Wohngemeinde gewandelt. Viele Erwerbstätige sind deshalb Wegpendler, die in den größeren Ortschaften der Umgebung ihrer Arbeit nachgehen.
Die Ortschaft liegt abseits der größeren Durchgangsachsen an einer Departementsstraße, die von Villersexel nach Ronchamp führt. Weitere Straßenverbindungen bestehen mit Frotey-lès-Lure, Vouhenans und Lomont.